# Liste der Kellergassen in Wilfersdorf
Die Liste der Kellergassen in Wilfersdorf führt die Kellergassen in der niederösterreichischen Gemeinde Wilfersdorf an.
| Foto |                 | Kellergasse                 | Standort                           | Beschreibung |
| ---- | --------------- | --------------------------- | ---------------------------------- | --- |
| ja   | Datei hochladen | Fuchsenweg                  | KG: Bullendorf Standort            | Die beidseitige Einzelkellergasse liegt in einem Graben am südöstlichen Ortsrand. Auf 200 Metern Länge befinden sich 38 Keller in unterschiedlichen Bauformen, ein Viertel davon erneuerungsbedürftig. Die älteste Datierung ist von 1890. |
| ja   | Datei hochladen | Lindengasse                 | KG: Bullendorf Standort            | Das Kellergassensystem liegt am nordwestlichen Ortsrand. Es besteht aus einer beidseitigen Kellergasse in einem Graben und einer einseitigen Kellergasse an einer Geländekante. Insgesamt befinden sich auf 600 Metern Länge 66 Gebäude (davon drei Um- oder Neubauten) in unterschiedlichen Bauformen. Ein Drittel der Keller ist erneuerungsbedürftig oder verfallen. Die älteste Datierung ist von 1783. |
| BW   | Datei hochladen | Lundenburger Straße         | KG: Bullendorf Standort            | Die einseitige Einzelkellergasse liegt an einwer Geländekante an einer Hauptstraße im nördlichen Teil des Orts. Auf 150 Metern Länge befinden sich 13 Gebäude (davon drei Um- oder Neubauten mit Wohnnutzung), mehrheitlich giebelständige Keller. |
| BW   | Datei hochladen | Kapellenweg                 | KG: Ebersdorf an der Zaya Standort | Die einseitige Einzelkellergasse liegt an einer Geländekante nördlich knapp außerhalb des Orts. Auf 200 Metern Länge befinden sich 29 Gebäude, davon ein Neu- oder Umbau mit Wohnnutzung. Die Keller sind überwiegend in Schildmauerform; drei Viertel der Keller sind erneuerungsbedürftig oder verfallen. |
| ja   | Datei hochladen | Ladenberg                   | KG: Ebersdorf an der Zaya Standort | Das Kellergassensystem liegt südlich weit außerhalb des Orts. Es besteht aus einer 200 Meter langen, nur am Ende beidseitigen Kellergasse in einem Graben und einer 700 Meter langen einseitigen Kellergasse in der Ebene. Insgesamt befinden sich hier 83 Gebäude (davon sechs Um- oder Neubauten) in unterschiedlichen Bauformen. Mehr als die Hälfte der Keller ist erneuerungsbedürftig oder verfallen. Die älteste Datierung stammt von 1907. Etwa 250 Meter weiter östlich befinden sich weitere drei Keller. Anmerkung: Schildbaur spricht fälschlich von einer Einzelkellergasse. |
| BW   | Datei hochladen | Kellergasse                 | KG: Hobersdorf Standort            | Die einseitige Kellergasse liegt im südlichen Hintaus, teils in der Ebene, teils an einer Geländekante. Sie besteht aus 24 mehrheitlich traufständigen Kellern auf 300 Metern Länge. Die älteste Datierung ist von 1889. Anmerkung: Es ist unklar, ob Schmidbaur bei seinen Angaben die paar Keller mitberücksichtigt hat, die zwischen der Kettlasbrunner Straße und der Maustrenker Straße liegen. |
| BW   | Datei hochladen | Mühlgasse                   | KG: Hobersdorf Standort            | Die einseitige Einzelkellergasse liegt an einer Geländekante am südwestlichen Ortsrand. Auf 100 Metern Länge besteht sie aus zehn Kellern (mehrheitlich in Schildmauerform) und einer Scheune. Die Hälfte der Keller sind erneuerungsbedürftig. |
| BW   | Datei hochladen | Wiener Straße, Brunnengasse | KG: Hobersdorf Standort            | Die einseitige Einzelkellergasse befindet sich an einer Geländekante am östlichen Ortsrand. Auf 200 Metern Länge befinden sich 15 Gebäude, davon fünf Um- oder Neubauten mit Wohnnutzung. Die Keller sind überwiegend traufständig. Anmerkung: Schmidbaur verwendet fälschlich die Straßenbezeichnung Blumengasse statt Brunnengasse. |
| ja   | Datei hochladen | Am Berg                     | KG: Wilfersdorf Standort           | Das Kellergassensystem wurde nordöstlich außerhalb des Orts angelegt, grenzt heute aber an neueres Siedlungsgebiet. Die Keller befinden sich einseitig an einer nach Nordosten führenden Geländekante sowie einseitig in einem nach Nordwesten verlaufenden flachen Graben. Auf insgesamt 500 Metern Länge befinden sich 36 Keller, davon sieben Um- oder Neubauten. Etwa die Hälfte der Keller ist erneuerungsbedürftig. Die älteste Datierung ist von 1925. |
| BW   | Datei hochladen | beim Sportplatz             | KG: Wilfersdorf Standort           | Nördlich knapp außerhalb des Orts liegt die einseitige Einzelkellergasse an einer Geländekante. Auf 80 Metern Länge befinden sich acht Keller, einer davon mit Heurigennutzung. |
| ja   | Datei hochladen | Neustiftgasse               | KG: Wilfersdorf Standort           | Das Kellergassensystem liegt im westlichen Hintaus und umfasst eine beidseitige Kellergasse (mehrheitlich giebelständig) in einem Graben sowie einigen einseitig in der Ebene angeordneten, vorwiegend traufständigen Kellern. Auf insgesamt 200 Metern Länge befinden sich 27 Keller (davon zwei Um- oder Neubauten), mehr als ein Drittel davon ist erneuerungsbedürftig. |

| Foto:                    | Fotografie der Kellergasse (Gesamtheit). Klicken des Fotos erzeugt eine vergrößerte Ansicht. Daneben finden sich zwei Symbole: \| Weitere Bilder vorhanden \| Das Symbol bedeutet, dass weitere Fotos des Objekts verfügbar sind. Durch Klicken des Symbols werden sie angezeigt. \| \| Eigenes Foto hochladen \| Durch Klicken des Symbols können weitere Fotos des Objekts in das Medienarchiv Wikimedia Commons hochgeladen werden. \| |
| Name:                    | Bezeichnung der Kellergasse |
| Standort:                | Es ist die Katastralgemeinde (KG) angegeben. Durch Aufruf des Links Standort wird die Lage der Kellergasse in verschiedenen Kartenprojekten angezeigt. |
| Beschreibung             | Kurze Beschreibung der Kellergasse |
| Weitere Bilder vorhanden | Das Symbol bedeutet, dass weitere Fotos des Objekts verfügbar sind. Durch Klicken des Symbols werden sie angezeigt. |
| Eigenes Foto hochladen   | Durch Klicken des Symbols können weitere Fotos des Objekts in das Medienarchiv Wikimedia Commons hochgeladen werden. |